# 円
円 (cercle, yen) est un kanji composé de 4 traits et fondé sur 冂. Il fait partie des kyōiku kanji et est étudié en 1re année.
Il se lit エン (en) en lecture on et まる (maru) ou まるい (marui) en lecture kun.